# Fissidens obliquifolius
Fissidens obliquifolius är en bladmossart som beskrevs av C. Müller 1897. Fissidens obliquifolius ingår i släktet fickmossor, och familjen Fissidentaceae. Inga underarter finns listade i Catalogue of Life.